# Loligo vulgaris
Loligo vulgaris (kallas ibland för kalmar) är en bläckfiskart som beskrevs av Jean-Baptiste Lamarck 1798. Loligo vulgaris ingår i släktet Loligo och familjen kalmarer. Arten är reproducerande i Sverige.

## Utbredning och ekologi
Utbredningsområdet sträcker sig från Shetlandsöarna till Namibia i östra Atlanten. Arten förekommer även i Nordsjön, i Östersjön och i Medelhavet. Loligo vulgaris vistas nära havsytan eller den dyker till ett djup av 500 meter. Under fortplantningstiden vistas individerna nära havets botten. Även under vintern uppsöker individerna djupare vatten. Ungdjur och ibland även vuxna exemplar utför vertikala vandringar under dagen som en anpassning till födans vandringar. Honornas ägg är sammanlänkade till en kedja.
Vuxna individer har små fiskar och kräftdjur som föda. Loligo vulgaris jagas själv av valar som vanliga delfiner, öresvin och grindvalar, av stora fiskar som svärdfisk och seriola samt av havslevande däggdjur.

## Underarter
Arten delas in i följande underarter:
- L. v. reynaudi
- L. v. vulgaris

## Hot
Denna bläckfisk fiskas intensivt och den hamnar ofta som bifångst i fiskenät. Antalet fiskade exemplar är däremot inte dokumenterat på grund av en sammanblandning med Loligo forbesi. IUCN listar arten därför med kunskapsbrist (DD).

## Bildgalleri

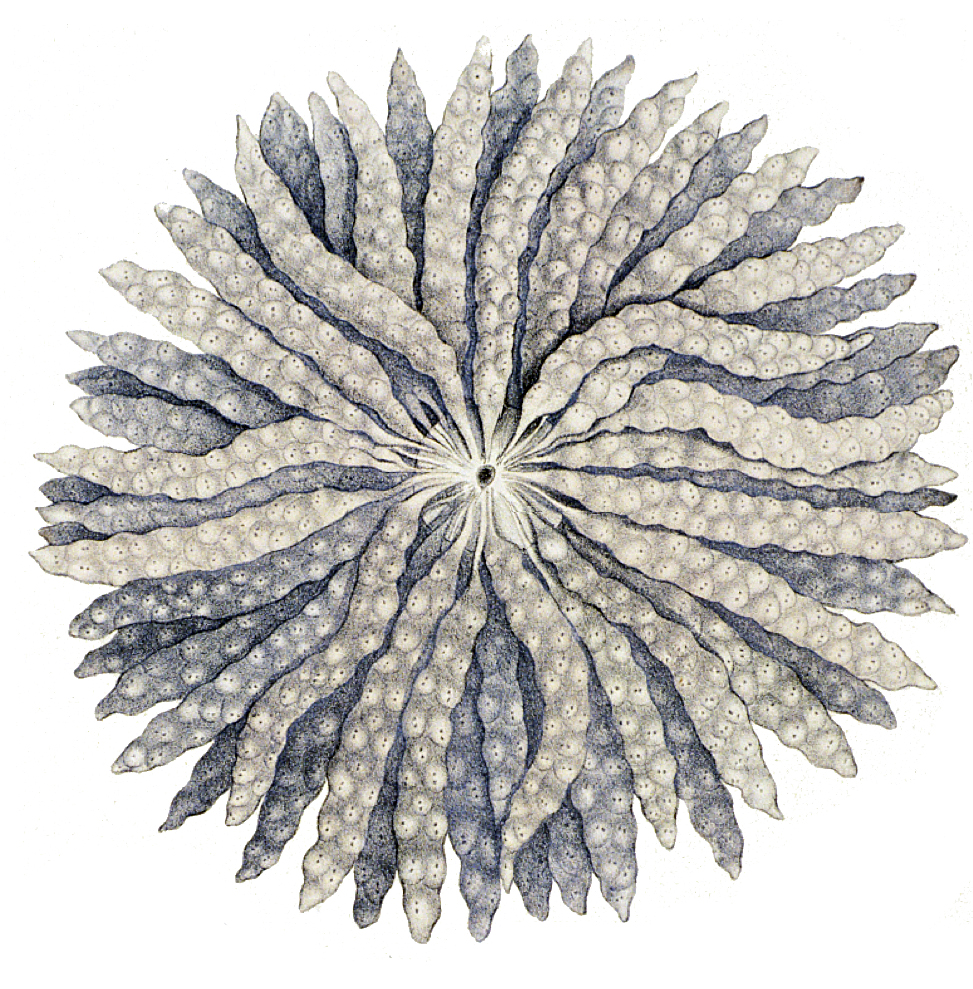
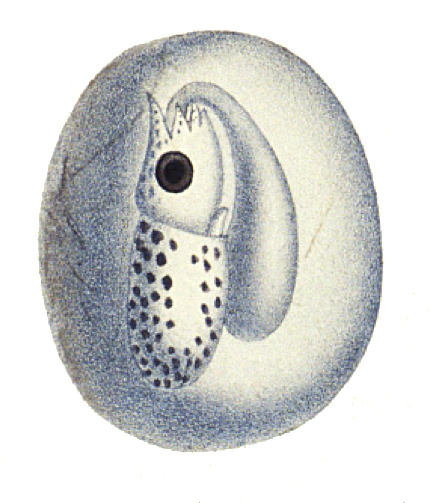
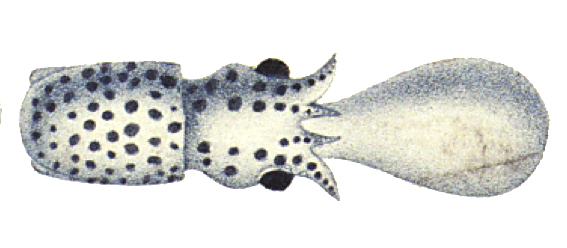
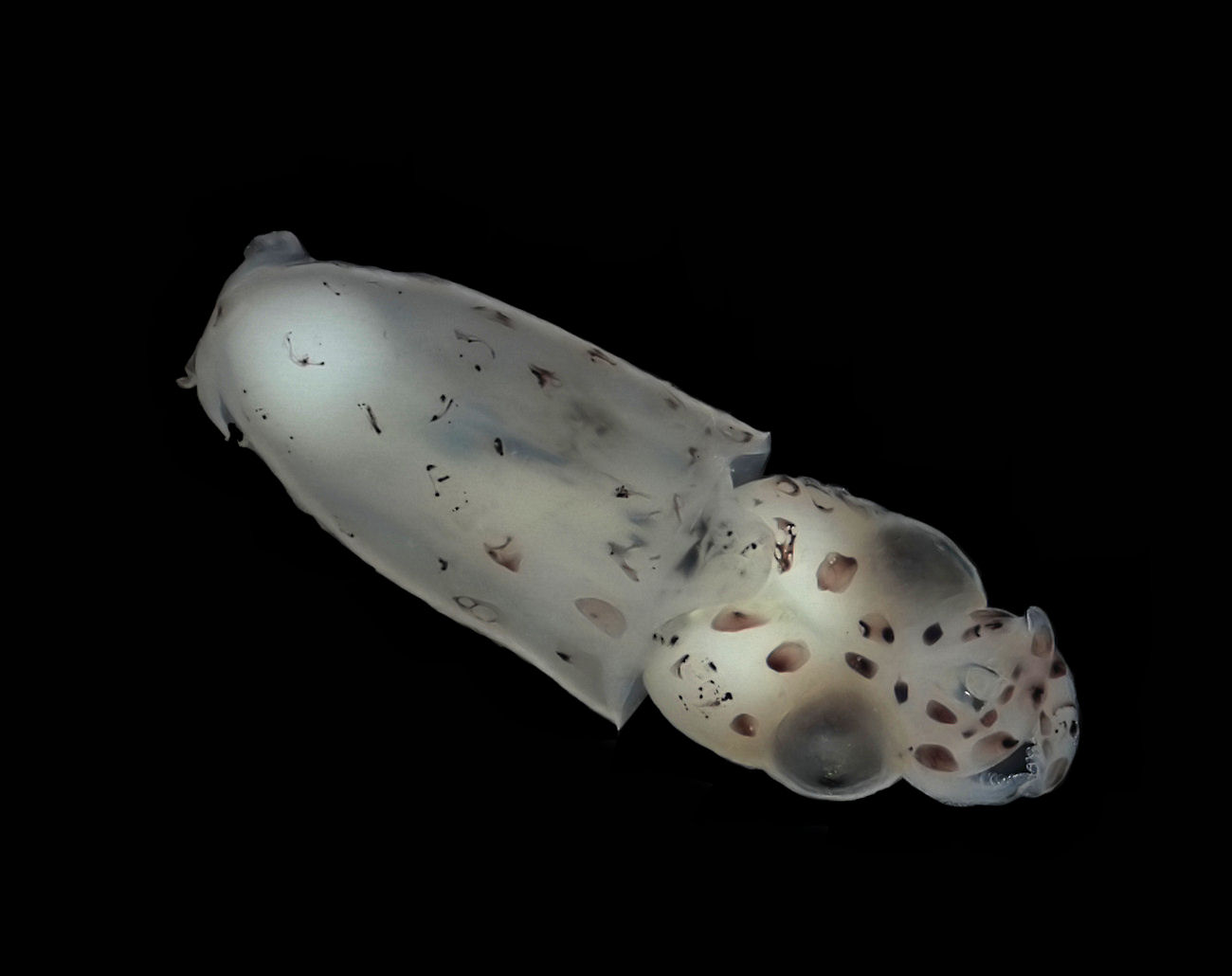
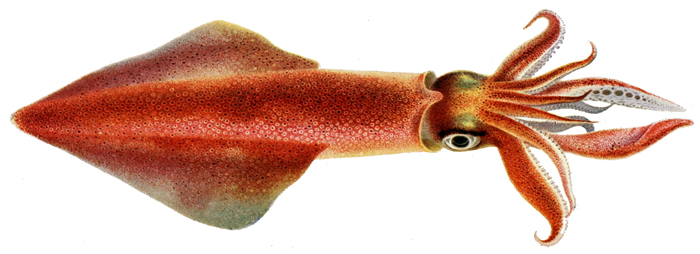